# Pinnatella nana
Pinnatella nana là một loài Rêu trong họ Neckeraceae. Loài này được (R.S. Williams) E.B. Bartram miêu tả khoa học đầu tiên năm 1939.